# Nafarové
Nafarové nebo Nafaři, Nafar-klan (turecky Neferler, ázerbájdžánsky Nəfərlı Türkləri, Nəfərlılər persky لون → Nafar) jsou menší turkický klan-rod žijící v Íránu. I když představují jižní sub-etnickou skupinu Ázerbájdžánců, některými výzkumníky jsou přiřazeni k větvi afghánských Oghuzů. Mísí se v nich turecké, arabské a lúrské elementy. Ke konci 20. století žili podle sčítání v počtu 4 100 obyvatel. (Zdroj: Ethnologue 2010). Nafarové mluví jazykem Nafar, což je jižní dialekt jazyka ázerbájdžánského – Torki. V průběhu vládnutí dynastie Pahlaví v Íránu, se od Nafarů a dalších tureckých národů požadovalo učení v perštině. Jsou přívrženci větve ší'itského islámu.

## Krátké dějiny
Podle Hasan Fasá’iho, Nafarové zahrnovali následující dílčí kmeny: Bádeki, Tátemlu, Čengezi, Dulukánlu, Zamánkánlu, Settárlu, Sandžarlu, Šuli, Tátem, Tá’efa-je Džen, Aráki, Kádlu, Kobádlu, Karabádžaglu, Kejdárlu a Lúr. Nafarové byli úzce spjati s Baharluy. Již dlouho předtím byly tyto dva kmeny několik krát pod vládou společného vládce (kalántar). Jeden známější z nich byl Hadži Hossajn Chán Nafar, který se stal náčelníkem Baharluských a Nafarských kmenů během panování Nádir Šáha (1736–1747). Jeho syn Mohammad Taki Chán, po posloupnosti následovaný synem Ali Akbar Chánem, byl také v čele obou kmenů. Ačkoli byli Nafarové jeden z největších kmenů provincie Fárs, neustále se rozpadávali, jež nakonec byli absorbováni Kaškajskou kmenovou konfederaci. Již v první polovině 19. století, byla Kaškajská kmenová konfederace tak silná, že byla schopná vzdorovat autoritě ústřední vlády Kádžárovské dynastie. Kaškajové také představovali stálou hrozbu pro právní řád, jejich rozsáhlými nájezdy v jižním Fársu. Perská vláda Kádžárovců byla pod nepřestajným tlakem britských konzulů v Širázu, stejně jako Širázských obchodníků, poskytnout řešení tohoto problému. V létech 1861–62 se guvernér-generál Fársu Soltán-Morád Mirzá snažil omezit moc Kaškajů tím, že založil konkurenční kmenovou konfederaci. Tak se oba kmeny, Baharluové a Nafarové stali členy Chamžské kmenové konfederace (Ilāt-e Kamsa) skládajících se z pěti kmenů: Baharluů, Ajnalluů, Bašeriů, Nafarů a Arabských kmenů. Na přelomu 20. století bylo v této kmenové konfederaci mnoho Nafarů absorbovaných do Bašeriského kmenového svazu což byl založen vládou a pod vedením Alí Mohammada Kawám-al-Molúka, bohatého Širázského obchodníka. Skládali se z tureckých kmenů Ajnalluů, Baharluů a Nafarů spolu s Bašeriy, a arabských kmenů Šajbáníů a Džabbáraů. Když ještě Nafarové z Fársu byli kočovníky, jejich zimní tábořiště byla v böluku Daráb (ázerbájdžánsky: böluk → okres) stejně jako v bölucích Džahrom a Lárestán a letní v distriktu Abade Tašk (distrikt) severně od jezera Nejriz.
V souladu s Britsko-ruskou smlouvou z roku 1907, byl Širáz v neutrálním pásmu. Soupeření mezi Kawámy a Kaškajy byla nadále zhoršena jejich výběrem opačných stran v první světové válce. Britové potřebovali zabezpečením ve Fársu ochránit své ropná pole v Chúzistánu, a přístupové cesty do Mezopotámie, kde napadající britské síly pochodovaly k hornímu Tigrisu. V roce 1914 vládla rodina Kawámů v Bašeriské kmenové konfederaci až 16 000 stanům, dokud tato politická struktura nebyla rozbita Rezá Šáhem Pahlavím (1925–1941) v roce 1930. Tvrdé vládnutí Rezá Šáha dále podkopávalo jednotu a soudržnost kmene, když dvě koloniální mocnosti, Rusko a Británie, soupeřily o zóny vlivu v jednotlivých regionech. Šlo o druhou, méně intenzivní fázi Velké hry mezi Ruskem a Británii, v které se Nafarové přiklonili k spolupráci s Velkou Británii. Protikomunisticky orientovaný Rezá Šáh si brzy získal podporu Británie, která si nepřála expanzi ruských bolševiků směrem na jih.
V roce 1940 Ráhdár Chán, zeť nafarského kalántaře Sardar Chána, se svými muži napadl a zabil Abd al-Ghaffár Behruze, náčelníka širázské větve Bánk-e Melli a celou jeho skupinou, jež byl v čele kolony směrující k Laru, jako specifický protivník, vedoucí činitel, který byl očividně na nesprávné straně. Po několika marných pokusech zatknout Ráhdár Chána mu ústřední vláda nabídla plochu úrodné země v blízkosti Perského zálivu, výměnou za slib, že se jeho strana zdrží jakýchkoliv dalších násilných činů.
Slovy Olivera Garroda:
| „               | ...do roku 1945 se Nafarové potopili v zločinnou sebranku několika set rodin, tábořících ve skalních jeskyních na jih od Laru, kde vykořisťují několik ustálených obyvatel který setrvali v tomto nepřátelském regionu... | “ |
| — Oliver Garrod | |   |

Některé odhady počtu obyvatel Nafarů z Fársu jsou následující:
- Lady Mary Leonora Sheil (1849), 850 rodin,[9]
- Aleksandr Grigorovič Tumansky (1896), 2,500 rodin,[10]
- Gustave Demorgny (1918), 3 500 rodin,[11]
- Masʿud Kayhān (1932), 3 500 rodin,[12]
- Arthur Cecil Edwards (1953), 450 rodin.[13]

## Rozmístění
Nafarové jsou usídleni v obrovské oblasti jihovýchodního Fársu. Podstatná skupina z nich se také usadili v okresu Ramžerd severně od Šírázu. Dnes jsou Nafarové rozptýleny v regionu Teherán, okrese Kavar jižně od hlavního města a v Alborzských horách.